# Sayapuram
Sayapuram es una ciudad y nagar Panchayat situada en el distrito de Thoothukudi en el estado de Tamil Nadu (India). Su población es de 12792 habitantes (2011).

## Demografía
Según el censo de 2011 la población de Sayapuram era de 12792 habitantes, de los cuales 6317 eran hombres y 6475 eran mujeres. Sayapuram tiene una tasa media de alfabetización del 92,70%, superior a la media estatal del 80,09%: la alfabetización masculina es del 95,23%, y la alfabetización femenina del 90,24%.